# Willi Altig
Willi Altig (Mannheim, Baden-Württemberg, 17 de gener de 1935) és un ciclista alemany que combinà la ciclisme en pista i la carretera. Professional entre 1960 i 1967, en el seu palmarès destaca una victòria d'etapa al Giro d'Itàlia de 1964. És germà del també ciclista Rudi Altig.

## Palmarès
- 1964
  - Vencedor d'una etapa al Giro d'Itàlia
  - 1r al Critèrium de Condé
- 1965
  - 1r al Critèrium de Trédion

### Resultats al Giro d'Itàlia
- 1964. 44è de la classificació general. Vencedor d'una etapa

### Resultats al Tour de França
- 1960. Abandona (6a etapa)
- 1966. Abandona (15a etapa)